# دوري مونتسرات لكرة القدم
دوري مونتسرات لكرة القدم هو الدوري الوطني لكرة القدم في مونتسرات .البطل الحالي هو نادي إديال.